# انتخابات الرئاسة البرازيلية 1919
انتخابات الرئاسة البرازيلية 1919 هي انتخابات رئاسية جرت في 1919، في البرازيل.
فاز بالانتخابات إبيتاسيو بيسوا.